# Karim Emami
Karim Emami (en persan کریم امامی), né le 26 mai 1930 à Calcutta – mort à Téhéran le 9 juillet 2005, est un écrivain, traducteur, éditeur et lexicographe iranien.
Il a traduit en persan Gatsby le Magnifique de Francis Scott Fitzgerald, des aventures de Sherlock Holmes ainsi que de la poésie persane (les Rubayyat d’Omar Khayyam, des œuvres de Sohrab Sepehri, Forough Farrokhzad, Saadi, Hafez) en anglais.

## Source
- (en) Cet article est partiellement ou en totalité issu de l’article de Wikipédia en anglais intitulé « Karim Emami » (voir la liste des auteurs).